# Micah Peavy
Micah James Peavy  (Cibolo, Texas, 16 de julio de 2001) es un baloncestista estadounidense que pertenece a la plantilla de los New Orleans Pelicans de la NBA. Con 2,01 metros de estatura, juega en la posición de escolta o de alero.

## Trayectoria deportiva

### Universidad
Jugó una temporada con los Red Raiders de la Universidad Tecnológica de Texas, en la que promedió 5,7 puntos, 3,1 rebotes y 1,4 asistencias por partido. Al término de la temporada pidió ser incluido en el portal de transferencias de la NCAA.
Fue transferido a los Horned Frogs de la Universidad Cristiana de Texas, donde disputó tres temporadas, promediando 8,1 puntos, 4,1 rebotes y 1,7 asistencias por partido. En marzo de 2024 volvió a solicitar entrar al portal de transferencias.
Fue transferido a los Hoyas de la Universidad de Georgetown, donde jugó una quinta temporada como univesitario, en la que promedió 17,2 puntos, 5,8 rebotes, 3,6 asistencias y 2,3 robos de balón por partido, lo que le valió para ser incluido en el mejor quinteto de la Big East Conference.

#### Estadísticas
| Año     | Equipo     | PJ  | PT  | MPP  | %TC  | %3P  | %TL  | RPP | APP | ROB | TPP | PPP  |
| ------- | ---------- | --- | --- | ---- | ---- | ---- | ---- | --- | --- | --- | --- | ---- |
| 2020–21 | Texas Tech | 29  | 25  | 20.3 | .459 | .000 | .474 | 3.1 | 1.4 | .6  | .2  | 5.7  |
| 2021–22 | TCU        | 34  | 9   | 21.1 | .444 | .167 | .571 | 4.0 | 1.1 | .6  | .5  | 6.1  |
| 2022–23 | TCU        | 30  | 8   | 21.0 | .377 | .267 | .644 | 3.1 | 1.2 | 1.0 | .7  | 7.0  |
| 2023–24 | TCU        | 34  | 34  | 29.3 | .458 | .310 | .607 | 4.9 | 2.6 | 1.3 | .2  | 10.9 |
| 2024–25 | Georgetown | 32  | 32  | 37.0 | .481 | .400 | .659 | 5.8 | 3.6 | 2.3 | .5  | 17.2 |
| Total   | Total      | 159 | 108 | 25.9 | .451 | .323 | .606 | 4.2 | 2.0 | 1.2 | .4  | 9.5  |

### Profesional
Fue elegido en la cuadragésima posición del Draft de la NBA de 2025 por los Washington Wizards, pero el 6 de julio fue traspasado a New Orleans Pelicans, en un intercambio de jugadores con tres equipos implicados. Al día siguiente firmó contrato con la franquicia.